# Північний Сіньчжу
Район Північний Сіньчжу (кит.: 北區) — район в місті провінцйного підпорядкування Республіки Китай Сіньчжу.

## Географія
Площа району Північний Сіньчжу на 10 вересня 2017 становила близько 15,7267 км².

## Населення
Населення району Північний Сіньчжу на 2010 становило близько 145 441 осіб. Густота населення становила 9248 осіб/км².